# Cystolepiota luteohemisphaerica
Cystolepiota luteohemisphaerica is een  meercellige schimmel uit de familie Agaricaceae. De wetenschappelijke naam is voor het eerst geldig gepubliceerd in 1961 door Dennis als Cystoderma luteohemisphaericum. Harmaja deelde de soort in 2002 in bij het geslacht Cystodermella. In 2008 is de soort door I. Saar & T. Læssøe in het geslacht Cystolepiota geplaatst. 